# Susanna Östberg
Susanna Östberg (1 de abril de 1920 - 4 de abril de 2020) fue una actriz y cantante de nacionalidad sueca.

## Biografía
Su nombre completo era Susanna Ragnarsdotter Östberg, y nació en Estocolmo, Suecia, siendo sus padres Ragnar Östberg, arquitecto, y Carin Thiel. Era medio hermana de Ulla Lidman-Frostenson y nieta de  Ernest Thiel. 
Participó en varias producciones cinematográficas entre 1939 y 1941, y trabajó en los programas radiofónicos Herr Hålms öden och Angantyr en Sveriges Radio P1 entre 1950 y 1951, y Föreningen För Flugighetens Främjande presenterar "Ragabangzingbom", también en P1 en 1951. Interpretó las canciones Dom små små detaljerna y Gullet (ska du komma till husse), las cuales fueron lanzadas en diferentes ediciones discográficas.
Susanna Ramel falleció en 2020, a los cien años de edad, en Estocolmo, Suecia.
Había estado casada con Sven Arne Gillgren entre 1941 y 1949, y después con Povel Ramel desde 1949 hasta la muerte de él en 2007. Fue madre de Carina Gillgren, Marianne Gillgren, Mikael Ramel y Lotta Ramel.

## Filmografía
- 1939 : Skanör-Falsterbo
- 1939 : Kadettkamrater
- 1940 : Blyge Anton
- 1941 : Den ljusnande framtid
- 1942 : Livet på en pinne
- 1986 : Affären Ramel (TV, cameo)